# Carlos Rojas Pavez
Carlos Ignacio Rojas Pavez (16 de octubre de 1906—23 de agosto de 1994) fue un constructor civil, articulista y político chileno, que se desempeñó como alcalde de Pichilemu entre mayo de 1967 y mayo de 1971. Además, durante casi tres décadas ejerció como secretario municipal de Pichilemu y durante 1944 y 1949 dirigió el periódico Pichilemu.

## Biografía
Rojas Pavez nació el 16 de octubre de 1906 en Pichilemu, provincia de Colchagua, Chile, hijo de Samuel Rojas Polanco y Flor Irene Pavez Díaz. A los pocos meses de nacido, sus padres se radican en Población, donde vivió sus primeros años. Completó sus estudios primarios en una escuela de Chimbarongo, Colchagua. Más tarde se matriculó en escuelas de San Fernando y Santiago de Chile para completar sus estudios secundarios.
Fue nombrado como secretario municipal de la comuna de Pichilemu en agosto de 1937 por la Municipalidad de Pichilemu, presidida por el alcalde Humberto Llanos Martínez y los regidores Lorenzo Arraño Ortíz, Carlos Silva Prado, Vicente Richard y Alberto Morales Moraga. Se mantuvo en esa posición hasta mayo de 1967, cuando dimitió para ser candidato a regidor de Pichilemu. También ejerció como director de obras municipales, inspector de patentes y secretario del Juzgado de Policía Local.

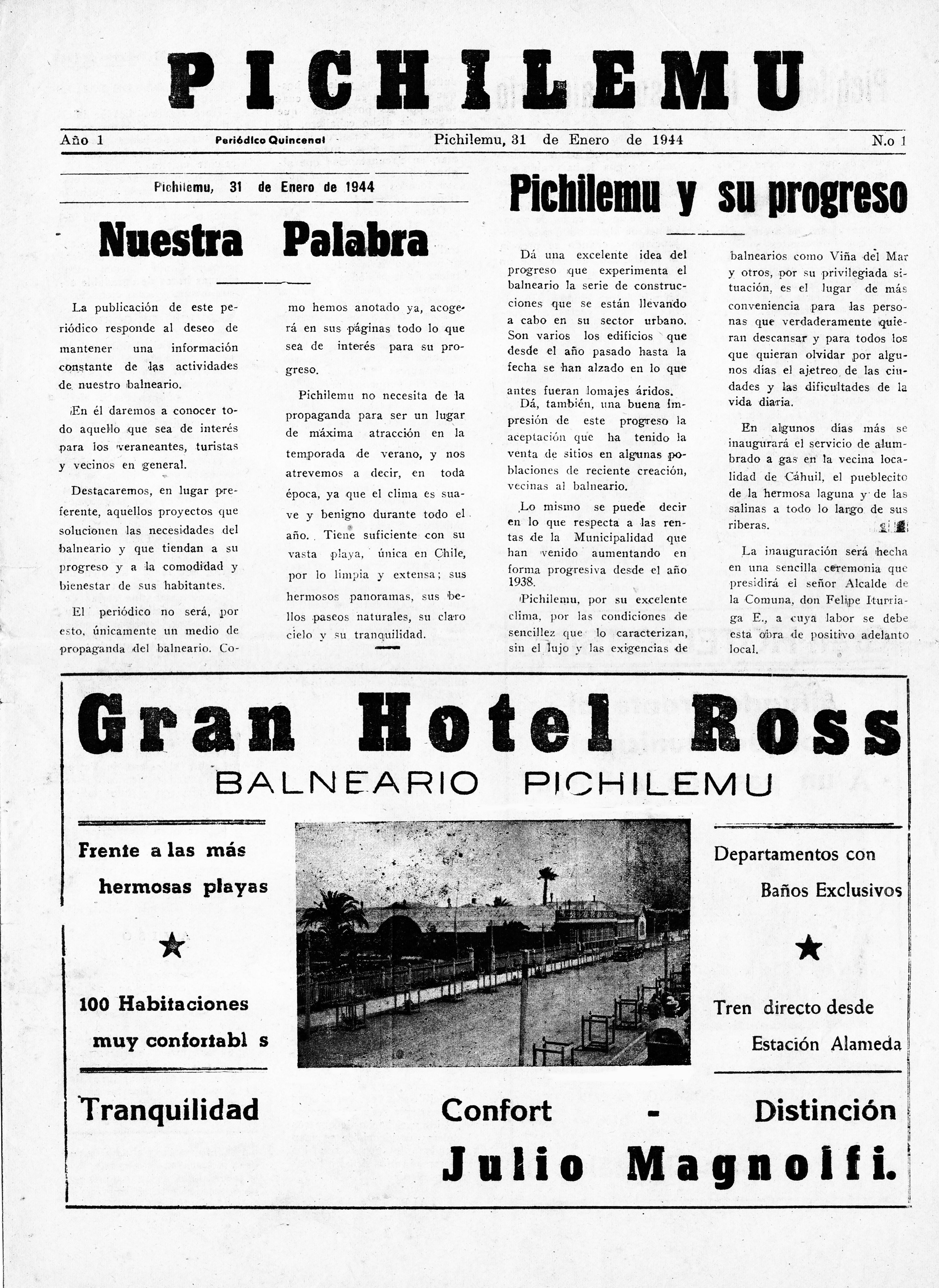
Portada de la primera edición de Pichilemu, 31 de enero de 1944

Con la colaboración de José Arraño Acevedo y Miguel Larravide Blanco, Rojas Pavez fundó el periódico Pichilemu el 25 de enero de 1944. El primer número apareció seis días más tarde, el 31 de enero de 1944, y siete otras ediciones fueron publicadas durante  aquel año, informando acontecimientos de Segunda Guerra Mundial y describiendo el paso de barcos de Aliados a través de la costa de Pichilemu. Rojas fue descrito en un artículo que conmemoró el aniversario 65.° del periódico como alguien "orgulloso [que] daba a su comuna un órgano informativo escrito tantas veces soñado". Una novena edición fue publicada en 1949, pero debido al escaso apoyo financiero "y la visión ciega de las autoridades", abandonó el proyecto.
Paralelamente, fue fundador y presidente de la Asociación Deportiva Pichilemu; socio fundador, secretario y tesorero del Cuerpo de Bomberos de Pichilemu; socio fundador, secretario, tesorero y presidente del Club de Leones de Pichilemu. De profesión constructor civil, integró el Colegio de Constructores Civiles de Chile.
Fue colaborador de los periódicos La Nación, El Diario Ilustrado, El Cóndor, El Rancagüino, entre otros.
Falleció en La Reina, Santiago de Chile, el 23 de agosto de 1994.

### Carrera política
Electo regidor, representando al Partido Radical, el cuerpo edilicio lo designó como alcalde de Pichilemu para el período 1967-1971. La corporación fue integrada por Flavio Álvarez Jorquera (segundo regidor), Mario Moraga Cáceres, Carlos Echazarreta Iñiguez, y Washington Saldías Fuentealba (primer regidor). En mayo de 1971 fue sucedido por Saldías Fuentealba. La alcaldía de Rojas Pavez es recordada por la construcción de la Plaza Arturo Prat en 1967.

## Vida personal
Rojas Pavez fue casado con Guacolda Avilés Pavez. Los Rojas Avilés tuvieron cinco niños: Patricia, Carlos, Mario, Marcelo y Verónica.

## Obras
- Grez-Cañete, Diego; Rojas Pavez, Carlos (2017). Crónicas de Pichilemu: una mirada al pasado, un vistazo al presente. Pichilemu, Chile: El Marino Producciones. ISBN 978-956-9757-04-4. (póstumo)